# Универзитет у Сент Ендрузу
Универзитет у Сент Ендрузу (енгл. University of St Andrews, шкот. University o St Andras) је државни универзитет у Сент Ендрузу. Најстарији је од четири древна универзитета у Шкотској и, после Универзитета у Оксфорду и Кембриџу, трећи универзитет по старости на енглеском говорном подручју. Основан је 1413. године када је авињонски антипапа Бенедикт XIII издао папску булу малој оснивачкој групи августинског свештенства. Заједно са универзитетима у Глазгову, Абердину и Единбургу, био је део шкотског просветитељства током 18. века.